# 下村健一

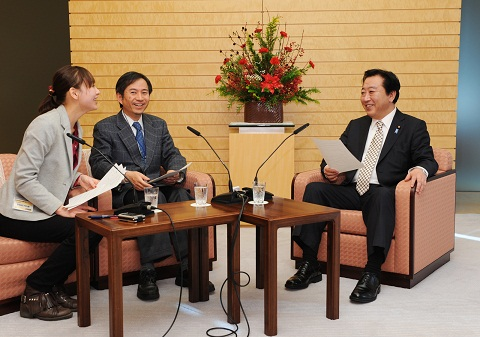
野田佳彦内閣総理大臣（当時）（右）らと「政策情報 官邸発」の収録を行う下村（中央）

下村 健一（しもむら けんいち、1960年7月29日 - ）は、日本のジャーナリスト、キャスター。元TBSアナウンサーで、現在は白鷗大学教授、市民メディアアドバイザー、下村健一事務所代表取締役社長。元内閣官房内閣広報室内閣審議官（在任2010年 - 2012年）。

## 人物・来歴
東京都町田市出身。東京都立立川高等学校を経て、東京大学に入学。在学中には菅直人の事務所に出入りし、選挙の手伝いをしていたことがある。1985年3月同大学大学院法学政治学研究科・法学部政治コース卒業後、4月TBSに一般職採用として入社、報道局アナウンス班に配属。同期は日下部正樹。ニュース・報道系アナウンサー として、ニュースキャスター・リポーター・特派員として活動。
1989年4月から、深夜ラジオ番組『スーパーギャング』火曜日のパーソナリティを担当した。サブタイトルに「ティーンズ・ダイヤル」と掲げ、主に10代から問題提議や社会に対する意見や不満などを留守番電話に募り、それに対してまたリスナーから多くの意見を募るという形式であった。それらをまとめた本も出版されている。放送は半年という短い期間であったが、下村にとっては今でも印象深く、有意義だった仕事の一つであるとしている。1991年6月3日、『ビッグモーニング』の取材クルーとして、雲仙普賢岳で前月5月より頻発するようになった火砕流の取材で入ったが、クルーの1人が合流予定時刻に遅れたため行く予定の地点のかなり手前の所で待っていたところ、大規模火砕流が発生、急遽その場からレポートを始めたがそのあまりの速さに本人曰く、視聴者に向かってのレポートではなく、クルーの仲間や周囲の他メディアの人達に向かって「危ない!逃げろ逃げろー!」と自分も叫びながら逃げた。遅れていたクルーの1人が定刻通り合流していれば行っていたはずの地点があっという間に火砕流に飲み込まれて逃げられなかったかも知れないということで、本人も「死にかけた」としている。1993年1月13日、『ビッグモーニング』の「SOS!100円ダイヤル募金」を企画。1993年6月には男性のテレビマンとしては業界初の育児休暇を取得した。1993年10月からTBS報道番組『情報スペースJ』のサブキャスター兼リポーターとなり、1994年6月に起きた松本サリン事件で警察に容疑をかけられ、長野県警察やマスコミから犯人視されていた河野義行を継続取材し、冤罪であることをスクープした。しかしその後、同じTBSのワイドショー『3時にあいましょう』のTBSビデオ問題が日本テレビによってスクープされた。「TBS社員として最後のお勤め、と腹を決めて」1996年2月からニューヨーク支局に転勤。「地道なチーム取材で良質のリポートを出す好番組と自負していたが、オウム報道で異様に高い視聴率を取るようになったことが、結局「既存メディアを去る」決断の引き金となった」と自身のサイトに書いている。1999年3月に帰国、依願退社しフリーランスとなる。
フリーランスとなってからは既成の大手メディアでは基本的に短時間ではあるものの自主編集権のある自己完結型コーナーのみ担当している。また、ノンプロ（市民グループ、学生、子供達など）による地域のケーブルテレビやコミュニティ放送などの市民メディアの映像･音声リポート制作支援をライフワークと位置づけている。なお、全国の小中学校を回って、メディアリテラシー講座の講師としても活動している。1999年4月からTBSラジオ「中村尚登 ニュースプラザ」内「下村健一の眼のツケドコロ」ナビゲーター。（2008年9月まで）2000年12月から2002年3月までBSジャパン「ネクストステージ」キャスター。2001年4月から2003年9月まで東京大学社会情報研究所客員助教授および非常勤講師として｢メディア表現論｣等の授業を受け持った。2002年4月からTBS「みのもんたのサタデーずばッと」の「ずばッとリポート」取材キャスターを担当した。また、総合司会のみのもんたが不在の場合は代理総合司会を務めた。2004年3月3日、鳥インフルエンザ事件で浅田農産に対するメディアのバッシングが激しい最中、自身のウェブサイトで｢鳥インフルエンザの浅田農産会見を敢えて評価する｣ というタイトルの記事を書いた。その中で｢世間から"叩かれる"立場にいる人がここまで率直に語っている会見は、稀有だと思う。なるべく無難な模範回答で逃げて、ひたすら頭を下げ続けて、嵐が頭上を通り過ぎるのを待とうというテクニック（マスコミに叩かれる立場に立った企業･公人などが演じる常套手段）を弄さず、質問攻めの火に油を注ぐことをも厭わず直球で答え続けた浅田農産のその姿勢を、この逆風下で敢えて僕は評価したい。（中略）失敗が重大であるからこそ、この会見の姿勢は、評価すべきなのだ。｣と書いた。しかしこのエールの甲斐もなく浅田夫妻は自殺してしまった。ドキュメンタリー作家の森達也は「下村さんのHPのメッセージ、全文読みました。今のこの世界に下村さんがいることが、涙が出るほど嬉しい（大袈裟かな。でも本当です）。彼がどんな思いで首にロープを巻いたのか?最後にどんな言葉を老妻と交わしたのか?…自らを主語として想像できるメディアがあるのだろうか?…つらいです。」と書いている。2004年5月からTBS「筑紫哲也NEWS23」内「それから」キャスターを務めた。
2010年9月末までに全てのテレビ番組出演を降板。10月22日に菅改造内閣で内閣官房内閣広報室内閣審議官に就任した。2011年7月からは内閣広報室審議官の肩書きで、TBSラジオを通じて全国放送される政府広報番組「政策情報 官邸発」のインタビュアーを務めた。2012年10月、内閣での任期を満了。2013年2月、下村健一事務所を立ち上げ代表取締役社長に就任。4月より慶応義塾大学特別招聘教授、関西大学特任教授などで教鞭を振るう。2014年4月、白鷗大学客員教授に就任（後に教授となり現職）。

## 出演マスメディア

### TBS
- JNNニュースデスク（1986年、テレビ）[3][7]
- JNNおはようニュース&スポーツ（1988年、テレビ）キャスター[3]
- スーパーギャング（1989年4月 - 10月、ラジオ）火曜日「ティーンズダイヤル」パーソナリティ[3][7]
- 今晩は・WADAです（1989年4月 - 9月、テレビ）[3][7]
- ビッグモーニング（1990年10月 - 1994年9月、テレビ）[3][9]
- 情報スペースJ（1993年10月 - 1996年1月、テレビ）サブキャスター、リポーター[3][7]
- ビッグアップルリポート（1999年、ラジオ）

### フリー
- 中村尚登 ニュースプラザ「下村健一の眼のツケドコロ」（1999年4月 - 2008年9月、TBSラジオ）：ナビゲーター
- ネクストステージ（2000年12月 - 2002年3月、BSジャパン）：キャスター
- みのもんたのサタデーずばッと「ずばッとREPORT」（2002年4月 - 2010年9月、TBS）：取材キャスター
- 筑紫哲也NEWS23「それから」（2004年5月 - 2006年9月、TBS）：キャスター
- 政策情報 官邸発（2011年7月 - 2013年3月、TBSラジオ）：インタビュアー：内閣広報室審議官の肩書きを用いる。
- 午後のニュースルーム（2013年4月 - 2013年9月、BS朝日）：火曜日コメンテーター
- モーニングCROSS（TOKYO MX）：コメンテーター、代打MC

### その他
- 衝撃の瞬間シーズン5 第1話「FUKUSHIMA」（ナショナルジオグラフィック）：福島第一原発事故に関連した内容を含んだため、証言を放送した。

### CM
- ドーランドハウス、スチール（2002年9月 - 2004年8月）：イメージキャラクター

## 著作物

### 著書
- マスコミは何を伝えないか――メディア社会の賢い生き方（2010年、岩波書店）
- 首相官邸で働いて初めてわかったこと（2013年、朝日新聞出版〈朝日新書；397〉）
- 10代からの情報キャッチボール入門（2015年、岩波書店）[注釈 2]

### 共著
- 河野義行、磯貝陽悟、下村健一、森達也、林直哉『報道は何を学んだのか―松本サリン事件以後のメディアと世論』岩波書店〈岩波ブックレットNo.636〉、2004年10月5日。ISBN 978-4000093361。

### 雑誌連載
- 月刊広報会議（2013年3月 - ）「あの危機の広報対応」